# علاء عبدون
علاء الدين عبدون (ولد في 19 فبراير 1965) هو لاعب كرة سلة دولي ومدرب مصري. لعب لنادي الزمالك، وشارك في منافسات دورة الألعاب الأولمبية الصيفية سنة 1988 في العاصمة الكورية الجنوبية سيول.

## روابط خارجية
- علاء عبدون على موقع الاتحاد الدولي لكرة السلة (الإنجليزية)
- علاء عبدون على موقع سبورتس رفرنس (الإنجليزية)
- علاء عبدون على موقع أوليمبيديا (الإنجليزية)